# Гликокерасија
Гликокерасија (грч. Γλυκοκερασιά) је насељено место у општини Горуша у периферији Западна Македонија, Грчка. Према попису из 2021. године био је 21 становник.
Према бугарском географу и историчару, Василу Канчову, у Гликокерасији је 1900. године живело 140 Грка муслимана (Валахади). Гликокерасија се налази у области Населица, која је некада била насељена словенским становништвом које је касније хеленизовано. Године 1923. муслиманско становништво је принудно исељено у Турску а на њихово место је насељено 16 грчких избегличких породица, којих је на попису из 1928. године било 62. Село се раније звало Черепјан.